# Cercle de Saint-Léonard
Der Cercle de Saint-Léonard (Kreis von Saint-Leonard) war eine informelle Vereinigung  elsässischer Künstler vom Ende des 19. Jahrhunderts bis zum 1. Weltkrieg. Die Künstler trafen sich anfangs in einer ehemaligen Benediktinerabtei im Weiler Saint-Léonard in Bœrsch. Die Vereinigung war einflussreich auf die elsässische Malerei, Grafik, Literatur, Theater und das Kunsthandwerk.

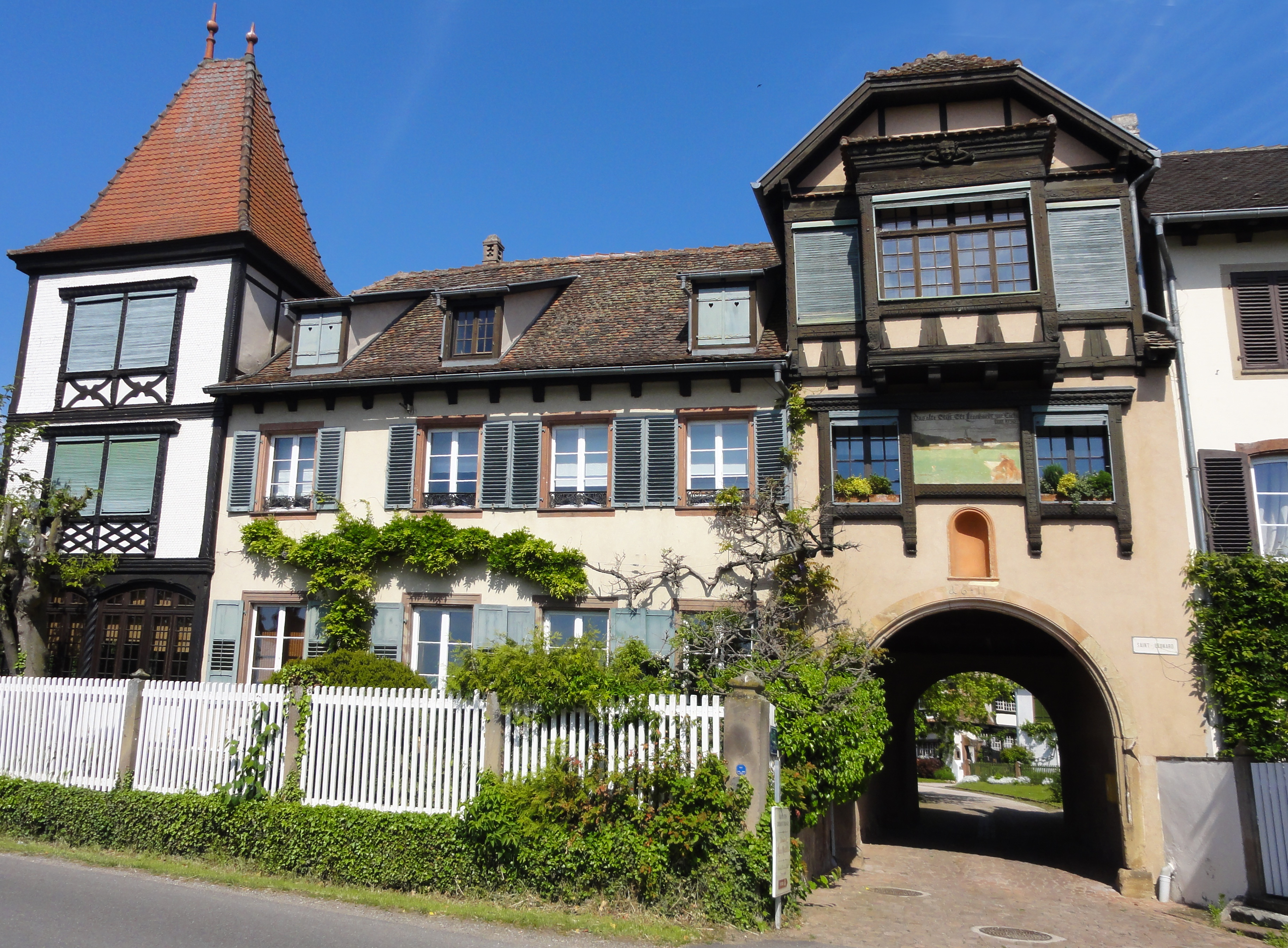
Boersch Saint-Léonard

## Geschichte
Nach der Annexion des Elsass durch das Deutsche Reich 1871 ermöglichte die neue deutsche Regierung einigen begabten jungen Künstlern im Elsass, eine Ausbildung an den besten deutschen Akademien und Universitäten wie München, Düsseldorf, Berlin und der Hochschule Karlsruhe. Dies war Teil eines Programms, um die Bevölkerung des Elsass für die neue Regierung zu gewinnen. Die Schäden, die durch den Deutsch-Französischen Krieg, insbesondere in Straßburg, verursacht worden waren, wurden schnell behoben. Nach ihrer Ausbildung kehrten die Künstler ins Elsass nach Straßburg zurück. Sie merkten schnell, dass die bestehenden Künstlervereinigungen Straßburger Kunstverein (germanophil) und Société des Amis des Arts (frankophil) nicht ihrem Anspruch bezüglich moderner Kunst entsprachen und bildeten informelle Gruppen, Abends trafen sich die Künstler in der Weinstube und Kabarett „Mehlkischt“ (elsässisch für Mehlkiste) und von 1896 bis 1906 im „Kunsthaafe“ (Kunsttopf) in Schiltigheim,

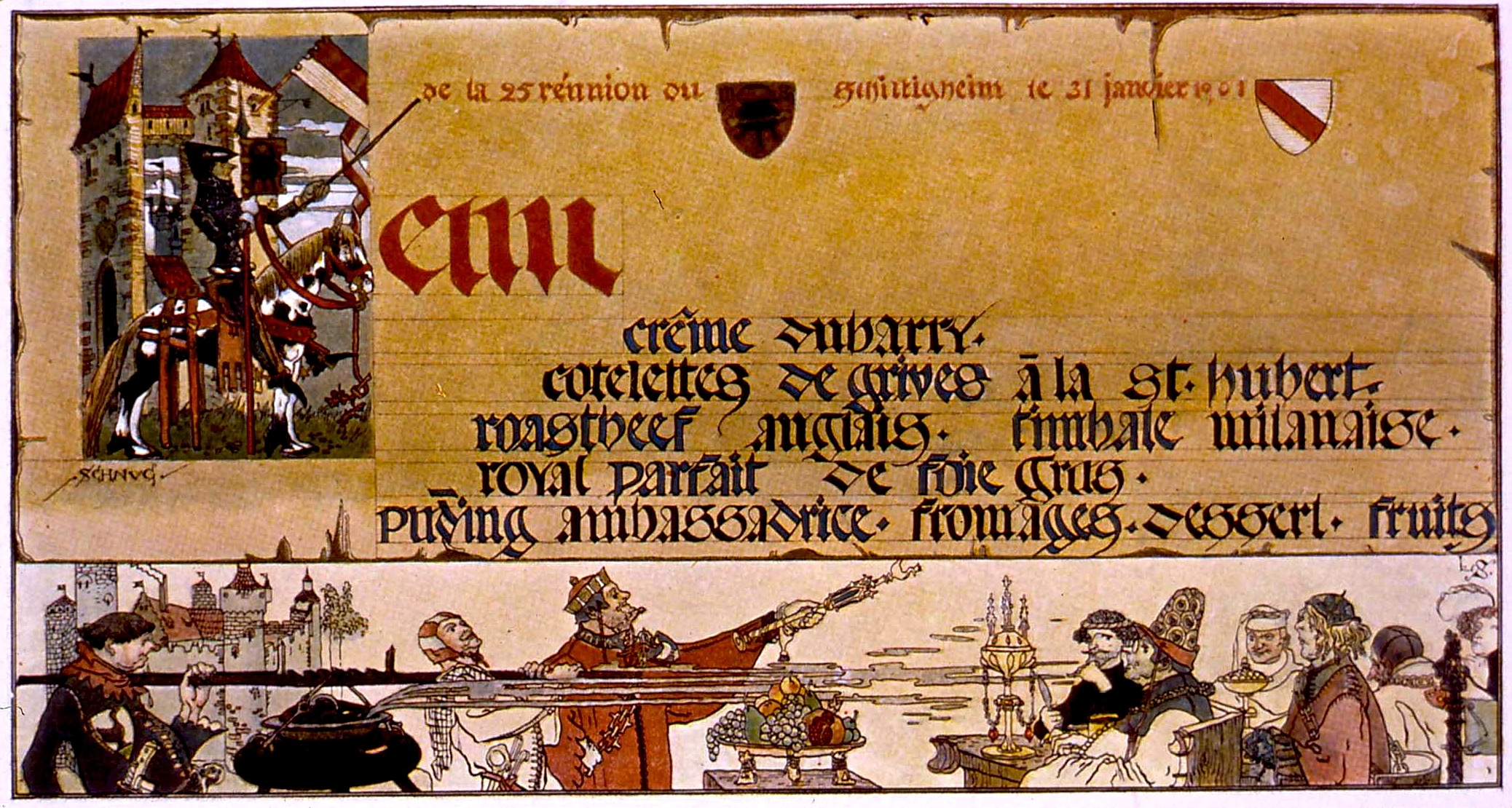
Léo Schnug: Menü des 25. Kunschthaafe Treffens am 31. Januar 1901

dem Haus des wohlhabenden Fabrikanten von Straßburger Leberpasteten Auguste Michel, schließlich auch in der ehemaligen Abtei Saint-Léonard in Bœrsch. Unterstützt wurden sie hier von dem wohlhabenden Winzer und Kunstfreund Anselme Laugel, Charles Spindler richtete hier sein Atelier ein. Zusammen mit Joseph Sattler veröffentlichte er von 1893 bis 1896 den Elsässer Bilderbogen. Ein Ziel der Künstlervereinigung war es, eine Brücke zwischen dem deutschen Jugendstil und der französischen Art Nouveau zu bilden.

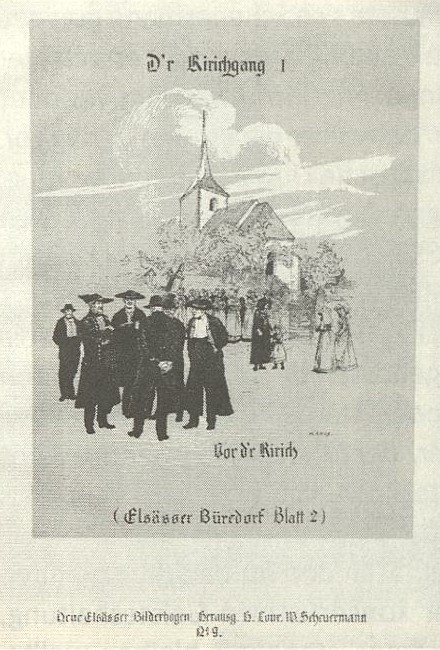
Elsässer Bilderbogen: Henri Loux Vor d`r Kirich

Ab 1894 schließen sich ihnen weiter Künstler an: Benoît Hartmann, Léon Hornecker und Gustave Stoskopf. 1896 veröffentlichte Gustave Stoskopf Luschtig’s us’m Elsass, ein Band mit Elsässer Gedichten, illustriert von Joseph Sattler. Im November 1897 organisierte die Gruppe eine Ausstellung in Straßburg und begann sich deutlich von den deutschen und französischen Künstlern abzusetzen, sie betonten ihr Elsässertum. 1898 wurde das Théâtre alsacien (Elsässisches Theater) in Straßburg und die Revue alsacienne illustrée (Illustrierte elsässische Zeitschrift) gegründet, gefolgt 1899 vom Salon d’art de la Revue alsacienne illustrée (Kunstmesse der Revue alsacienne illustrée). 1902 wurde das Musée Alsacien gegründet. 1903 wurde eine große Ausstellung im Schloss Rohan in Saverne ausgerichtet, die mit mehr als 10.000 Besuchern sehr erfolgreich war. 1905 wurde die Association des artistes strasbourgeois (Verband Straßburger Künstler) gegründet, die weitere Ausstellungen, auch außerhalb des Elsass, organisierte. Ebenfalls 1905 wurde die Société pour le développement des beaux-arts et des arts industriels en Alsace-Lorraine (Gesellschaft für die Entwicklung der Kunst und der industriellen Kunst in Elsass-Lothringen) nach dem Vorbild der Vereinigte Werkstätten in München gegründet. Ziel war die Herstellung von künstlerischen Objekten, die für viele erschwinglich waren.

## Mitglieder (Auswahl)
Nach 
- Charles Spindler (1865–1938): Gründer, Maler, Zeichner, Holzkunst (Intarsien)
- Anselme Laugel (1851–1928): Gründer, Autor, Herausgeber, Politiker
- Léon Hornecker (1864–1924): Maler, Lehrer an der Kunstschule Straßburg
- Alfred Marzolff (1867–1936): Bildhauer, Lehrer an der Kunstschule Straßburg
- Joseph Sattler (1867–1931): Maler, Zeichner, Graveur
- Paul Braunagel (1873–1954): Maler, Zeichner, Graveur, Glaskünstler
- Georges Ritleng (1875–1972): Maler, Zeichner, Graveur
- Emile Schneider (1873–1947): Maler, Zeichner, Lehrer an der Kunstschule Straßburg
- Léo Schnug (1878–1933): Maler, Zeichner
- Lothar von Seebach (1853–1930): Maler, Zeichner, Graveur
- Gustave Stoskopf (1869–1944): Maler, Bühnenautor, Journalist
- Auguste Cammissar (1873–1962): Maler und Glaskünstler

## Künstlerischer Ausdruck
Die Künstler waren alle vom neuen Jugendstil beeinflusst. Dazu kam eine Rückbesinnung auf lokale Traditionen. Auch das Kunsthandwerk kam wieder zu Ehren. Diese Strömungen bezogen ihre Prinzipien aus der Ablehnung des Akademismus, der Rückkehr zur Natur und der Demokratisierung der Kunst in all ihren Ausdrucksformen: Kunst von Allen und für Alle. Die Kunst wurde allumfassend: von Möbeln bis hin zu Tapeten. Handwerker und Künstler arbeiteten zusammen, auf der Suche nach Schönheit und Nützlichkeit. Sie war eine sozial orientierte Kunst, Ausdruck einer globalen Gesellschaft.
Mit dem Beginn des Ersten Weltkriegs löste sich die Vereinigung auf. Der Traum von einer Brückenfunktion des Elsass zwischen Deutschland und Frankreich war zu Ende.